# Reinhard Bredow
Reinhard Bredow (Ilsenburg, 6 april 1947) is een voormalig Oost-Duits rodelaar. 
Bredow behaalde samen met zijn vaste partner Horst Hörnlein de vijfde plaats in het dubbel op de Olympische Winterspelen 1968 in het Franse Grenoble.
Bredow won samen met Hörnlein tussen 1969 en 1971 één zilveren en twee bronzen medaille op de wereldkampioenschappen in het dubbel. Tijdens de Olympische Winterspelen 1972 in het Japanse Sapporo won Bredow samen met Hörnlein de gouden medaille in het dubbel, deze medaille moesten zij wel delen met de Italianen Paul Hildgartner en Walter Plaikner.
Bredow en Hörnlein werden in 1973 in eigen land wereldkampioen.

## Resultaten

### Wereldkampioenschappen
| Jaar | Plaats    | Resultaat |
| ---- | --------- | --------- |
| 1969 | Königssee | dubbel    |
| 1970 | Königssee | dubbel    |
| 1971 | Olang     | dubbel    |
| 1973 | Oberhof   | dubbel    |

### Olympische Winterspelen
| Jaar | Plaats   | Resultaat |
| ---- | -------- | --------- |
| 1968 | Grenoble | 5e dubbel |
| 1972 | Sapporo  | dubbel    |

1964: Josef Feistmantl / Manfred Stengl ·
1968: Klaus-Michael Bonsack / Thomas Köhler ·
1972: Paul Hildgartner / Walter Plaikner & Horst Hörnlein / Reinhard Bredow ·
1976: Hans Rinn / Norbert Hahn ·
1980: Hans Rinn / Norbert Hahn ·
1984: Hans Stanggassinger / Franz Wembacher ·
1988: Jörg Hoffmann / Jochen Pietzsch ·
1992: Stefan Krauße / Jan Behrendt ·
1994: Kurt Brugger / Wilfried Huber ·
1998: Stefan Krauße / Jan Behrendt ·
2002: Patric Leitner / Alexander Resch ·
2006: Andreas Linger / Wolfgang Linger ·
2010: Andreas Linger / Wolfgang Linger ·
2014: Tobias Wendl / Tobias Arlt ·
2018: Tobias Wendl / Tobias Arlt ·
2022: Tobias Wendl / Tobias Arlt